# Tanquete

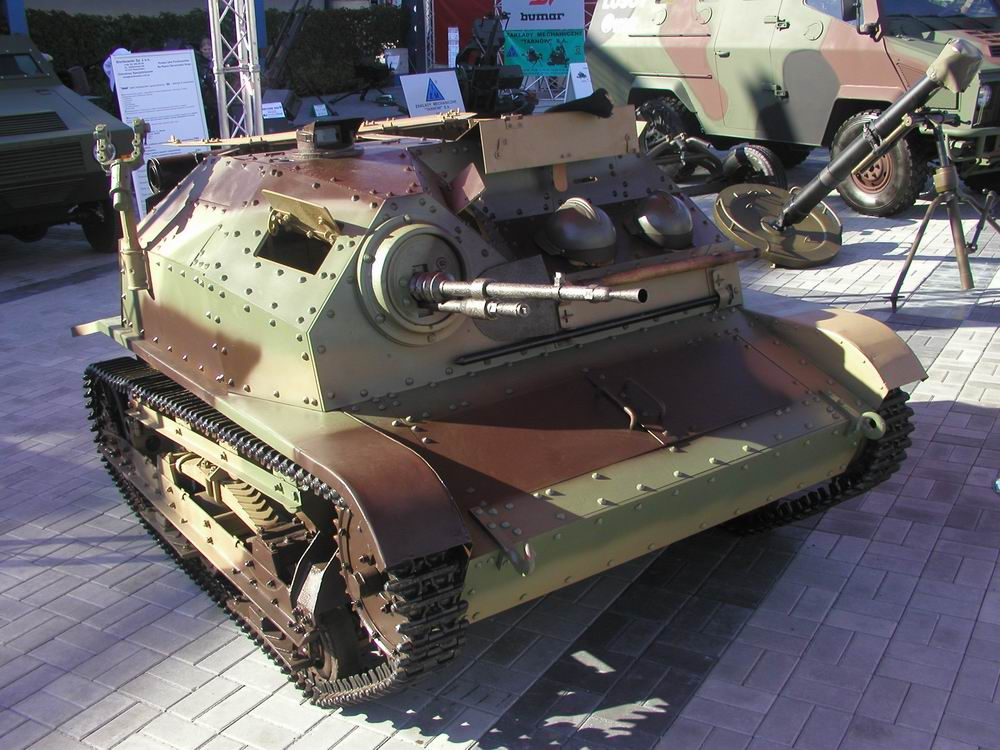
Um tanquete TK-3/TKS polonês no Museu do Exército Polonês.

O tankette, ou sua versão aportuguesada tanquete, é a denominação de um pequeno veículo blindado de combate sobre lagartas. Assemelha-se a um pequeno tanque, destina-se principalmente aos papéis de reconhecimento e apoio leve a infantaria e possui tamanho comparável a de um carro comum. Vulgarmente, tanquete pode simplesmente significar "pequeno tanque".
Muitos países projetaram e construíram tanquetes entre os anos 1920 e 1940, e alguns combateram nos estágios iniciais da Segunda Guerra Mundial. Todavia, devido a vulnerabilidade da blindagem fraca e seu armamento insuficiente levou ao seu desuso.

## Características
Os tanquetes levavam uma tripulação de dois ou três homens. Muitos modelos, devido ao seu perfil extremamente baixo, obrigava os tripulantes a ficar de bruços. Vários modelos não eram equipados com torres (o que junto com sua mobilidade em lagartas é utilizado como critério por alguns para distinguir um tanquete de um tanque leve), ou levavam apenas uma torre rudimentar. Eram substancialmente menores que os tanques leves e não carregavam uma arma para tanques, levando, em geral, uma ou duas metralhadoras ou, mais raro, um rifle de calibre variado (comumente 20 mm), ou um lançador de granadas.

## História

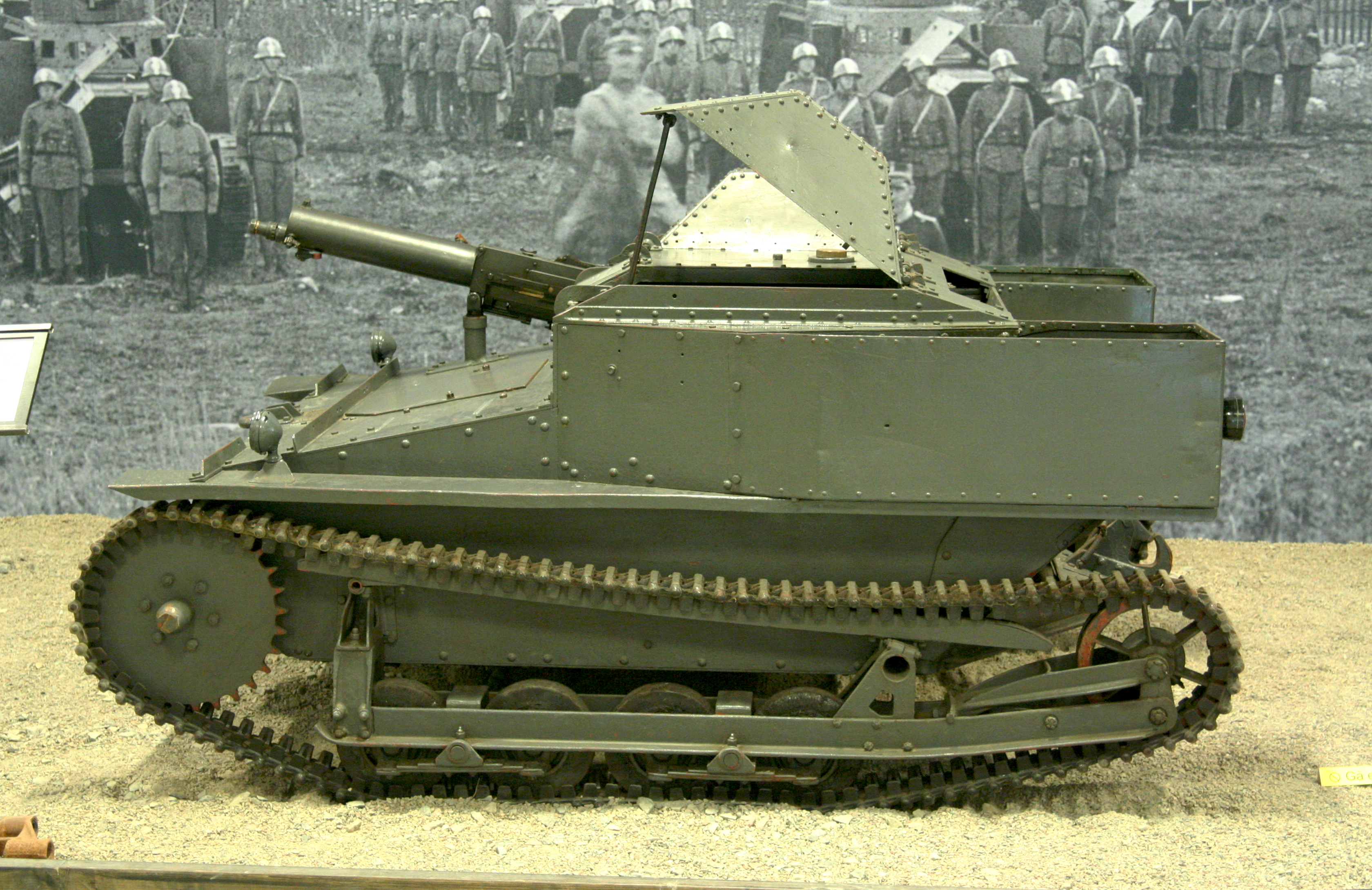
Um tanquete Carden-Loyd em um museu sueco.

Os primórdios de sua concepção estão na Primeira Guerra Mundial. Nas fases posteriores na Frente Ocidental, os tanques aliados poderiam romper a linha de frente inimiga, mas a infantaria que os seguia poderia ser facilmente parada ou atrasada, e os tanques de avanço seriam isolados e destruídos. enquanto reforços retomavam a área rompida. O tanquete foi pensado logo no início do período entre-guerras para resolver esta lacuna. Os projetos iniciais não passavam de um ninho de metralhadora móvel tripulada por um único soldado protegido por uma fraca blindagem. Posteriormente esta ideia foi abandonada e substituída pelo modelos de dois ou três homens destinado ao reconhecimento, enquanto o grosso da infantaria foi pensado para avançar em veículos blindados de transporte de pessoal.

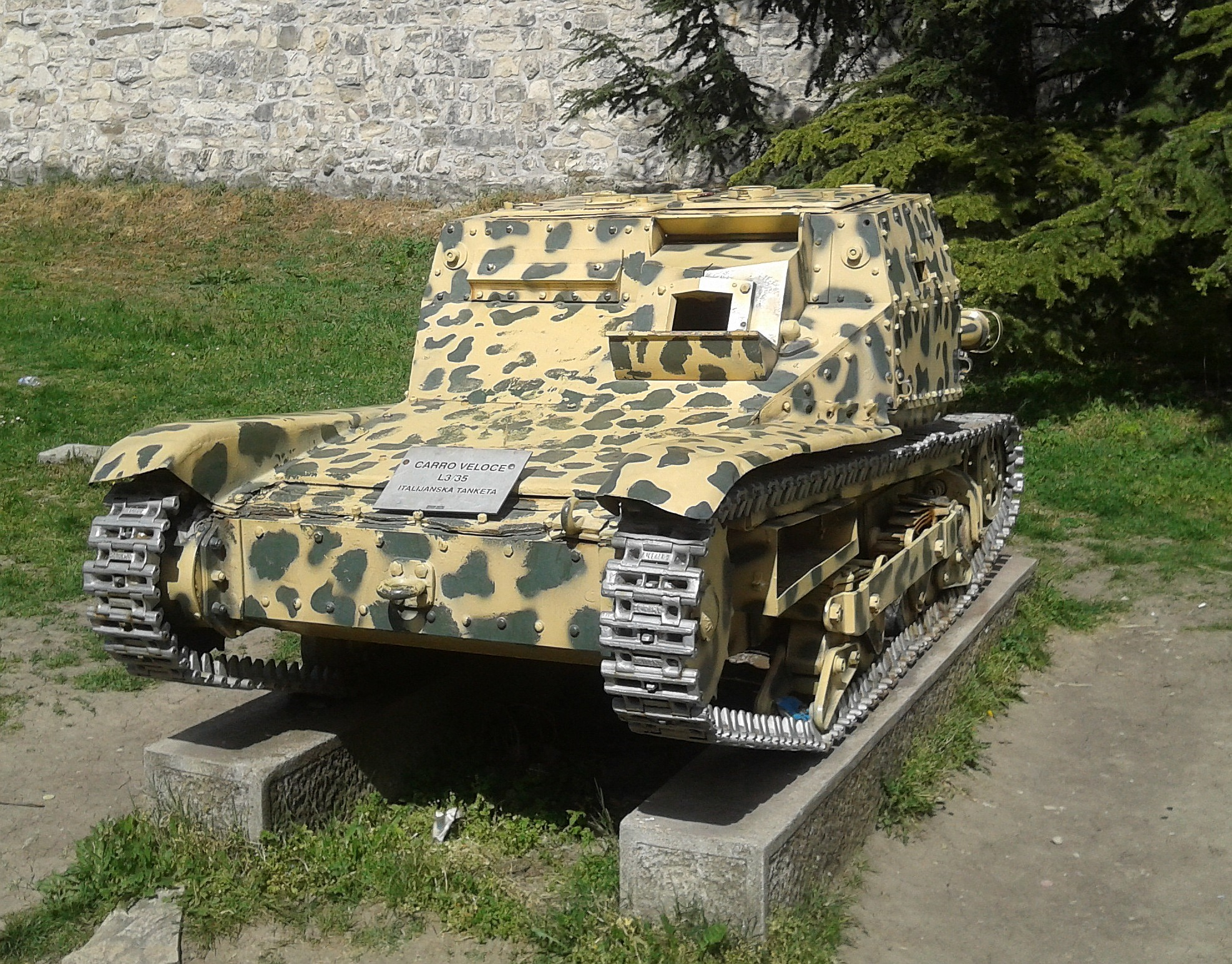
Um tanquete L3/35 no Museu Militar, Belgrado.

Em 1925, Giffard Le Quesne Martel construiu um tanque de um homem só, o Morris-Martel, em sua garagem, e o apresentou para o Ministério da Guerra, que concordou em produzir alguns modelos para testes. Com a divulgação, John Carden e Vivian Loyd iniciaram seu projeto, um modelo tripulado por dois homens. Ambos os modelos sofreram evoluções, mas o Carden-Loyd foi considerado o design clássico e mais bem sucedido, com muitos outros modelos foi baseado neste projeto. O modelo foi influente, e alguns viu combate limitado durante a Guerra do Chaco, sendo utilizado pela Bolívia. No entanto, o projeto acabou dando origem ao Universal Carrier, utilizado extensivamente durante toda a Segunda Guerra Mundial.

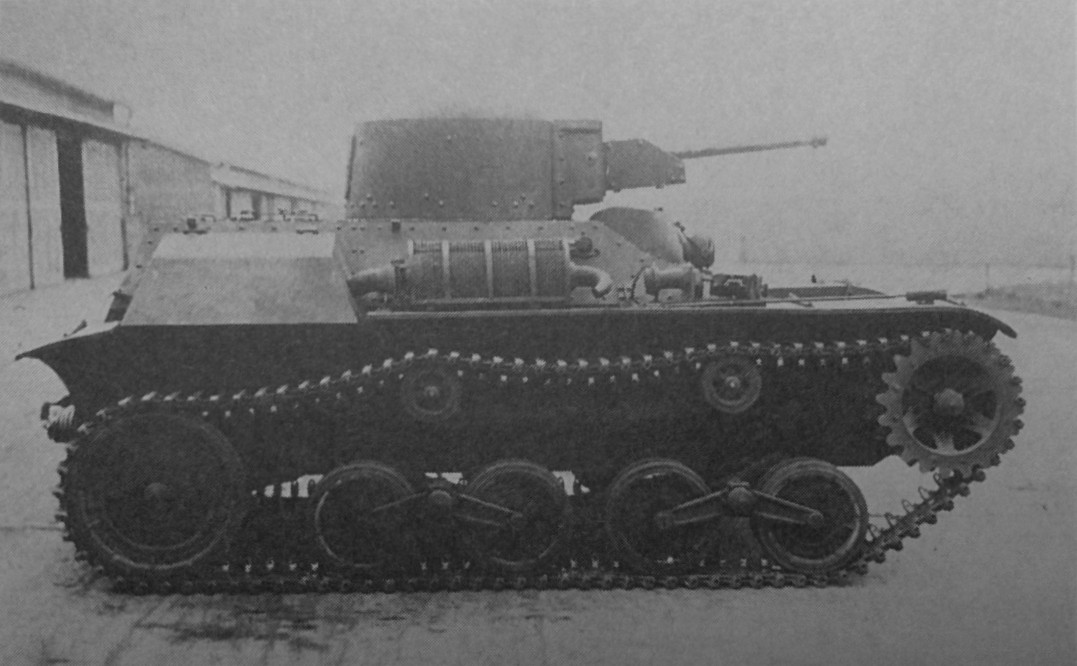
Um tanquete japonês Type 97 Te-Ke.

O Exército Real Italiano operou os modelos L3/33 e L3/35 em três divisões blindadas e três divisões rápidas (Celere). Estes modelos foram extensivamente utilizados pelos italianos na Segunda Guerra Ítalo-Etíope, Guerra Civil Espanhola e em todos os frontes onde os italianos lutaram. Alguns modelos foram enviados com o Corpo Expedicionário Italiano (Corpo di Spedizione Italiano) para a URSS durante a Operação Barbarossa, em 1941. Os tanquetes italianos foram os que mais foram exportados para outros países, desde europeus, como a Áustria, a Bulgária, a Espanha (fornecidos aos nacionalistas juntamente com os "voluntários" do Corpo Truppe Volontarie durante a Guerra Civil Espanhola) e a Hungria, até a países distantes, como o Brasil, a Nicarágua, o Iraque e a China, dentre outros.

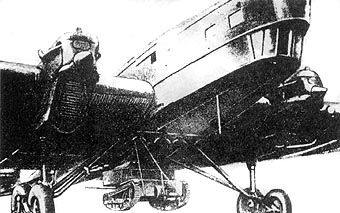
Um tanquete soviético T-27 montado sobre a fuselagem de um Tupolev TB-3.

O Exército Imperial Japonês tornou-se, junto com a Itália, um dos usuários mais proeminentes de tanquetes, com uma série de projetos destinados a guerra na selva. Porém, a altura da Segunda Guerra Mundial, muitos já estavam obsoletos, e foram relegados a outros papéis secundários, como trator de artilharia.
Os franceses e os soviéticos também possuíram projetos de tanquetes, mas o foco principal destes dois países eram, respectivamente, apoio a infantaria com tanques melhor armados e blindados e o uso massivo de tanques rápidos e melhor armados. Os soviéticos, com seu modelo T-27, realizou alguns testes de transporte de blindados por via aérea, com o modelo sendo carregado por um bombardeiro Tupolev TB-3.
Por serem vulneráveis até mesmo a rifles anticarro de baixo calibre, os papéis para os quais ele foi concebido acabou sendo ocupado por carros blindados, os quais, devido a sua alta velocidade, compensa a falta de blindagem.
Os fuzileiros navais americanos no Vietnã empregaram um modelo de tanquete um pouco maior, chamado de M50 Ontos, com relativo sucesso. Na década de 1990, o conceito de tanquete renasceu no blindado alemão Wiesel AWC, introduzido como veículo de reconhecimento destinado a tropas aerotransportadas. Apesar de serem definidos como veículo de combate de infantaria, ele se encaixa na definição de tanquete.

## Referência
- Tankette - Wikipedia (em inglês)